# Kvernes stavkyrka
Kvernes stavkyrka i Averøy kommun i Møre og Romsdal fylke i Norge är en av de yngsta stavkyrkorna och byggdes runt år 1300. Man tror att det fanns en tidigare kyrka på platsen, kanske så tidigt som år 1000 eller senast vid mitten av 1100-talet, som sedan ersattes av den nuvarande stavkyrkan. Kyrkan är av Møretyp och kännetecknas av långa väggar, till skillnad från de äldre stavkyrkorna som hade en mer kvadratisk form. Kyrkan har ett relativt stort mittskepp (16 × 7,5 m) och ett kor (7 x 7,5 m) med diagonala stöttor på byggnadens utsida. Kyrkan har reparerats och byggts till i omgångar. År 1633 revs det dåvarande koret och ersattes av ett nytt som dekorerades med motiv från Bibeln, ett dopkor tillkom i väster och fönster sattes in. Ett tiotal år senare dekorerades väggarna med väggmålningar föreställande akantusrankor. En ny kyrka byggdes 1893 strax intill, och stavkyrkan räddades genom att Fortidsminneföreningen köpte kyrkan 1896.
Altartavlan är från 1475.

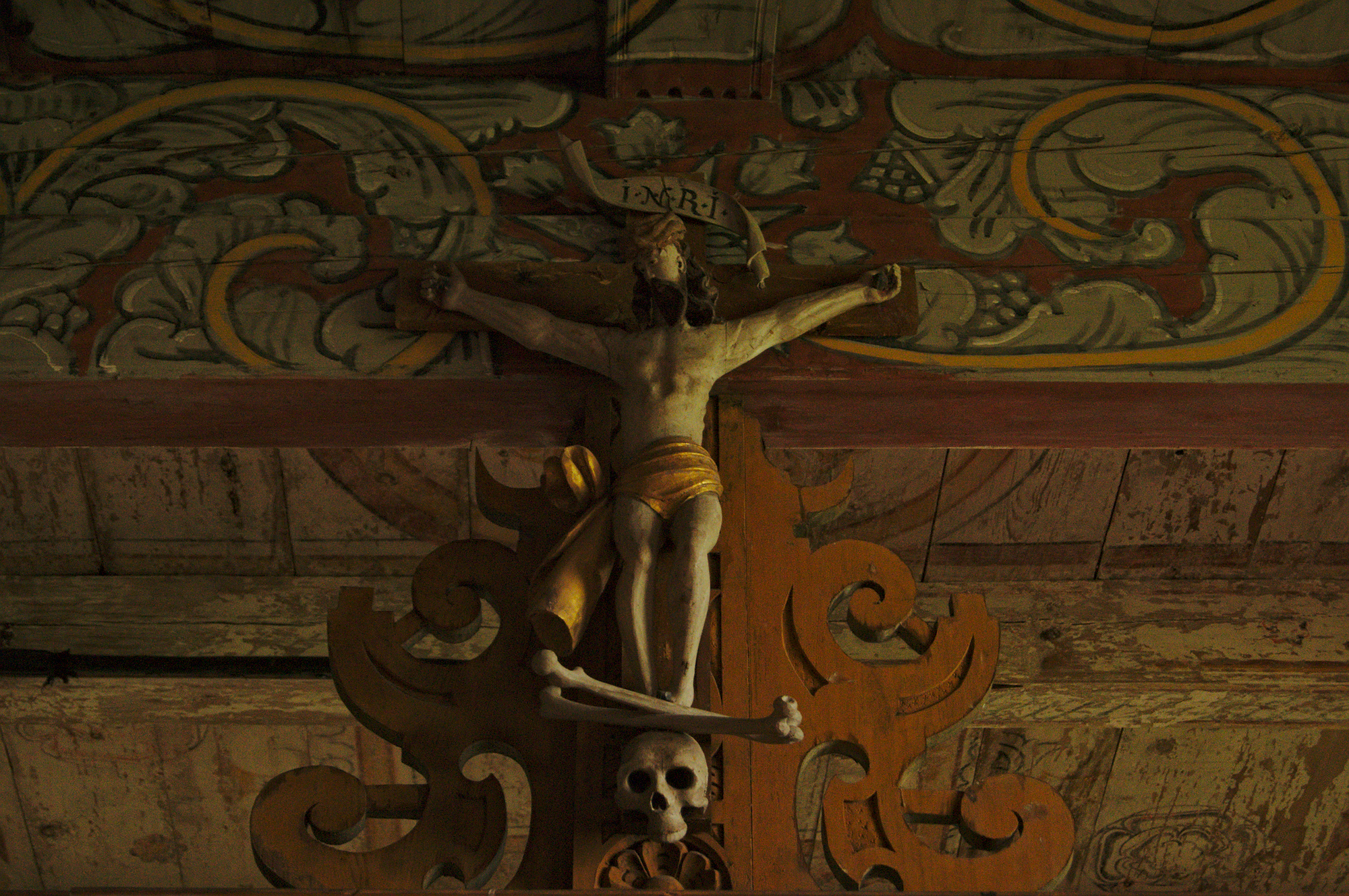
Krucifix
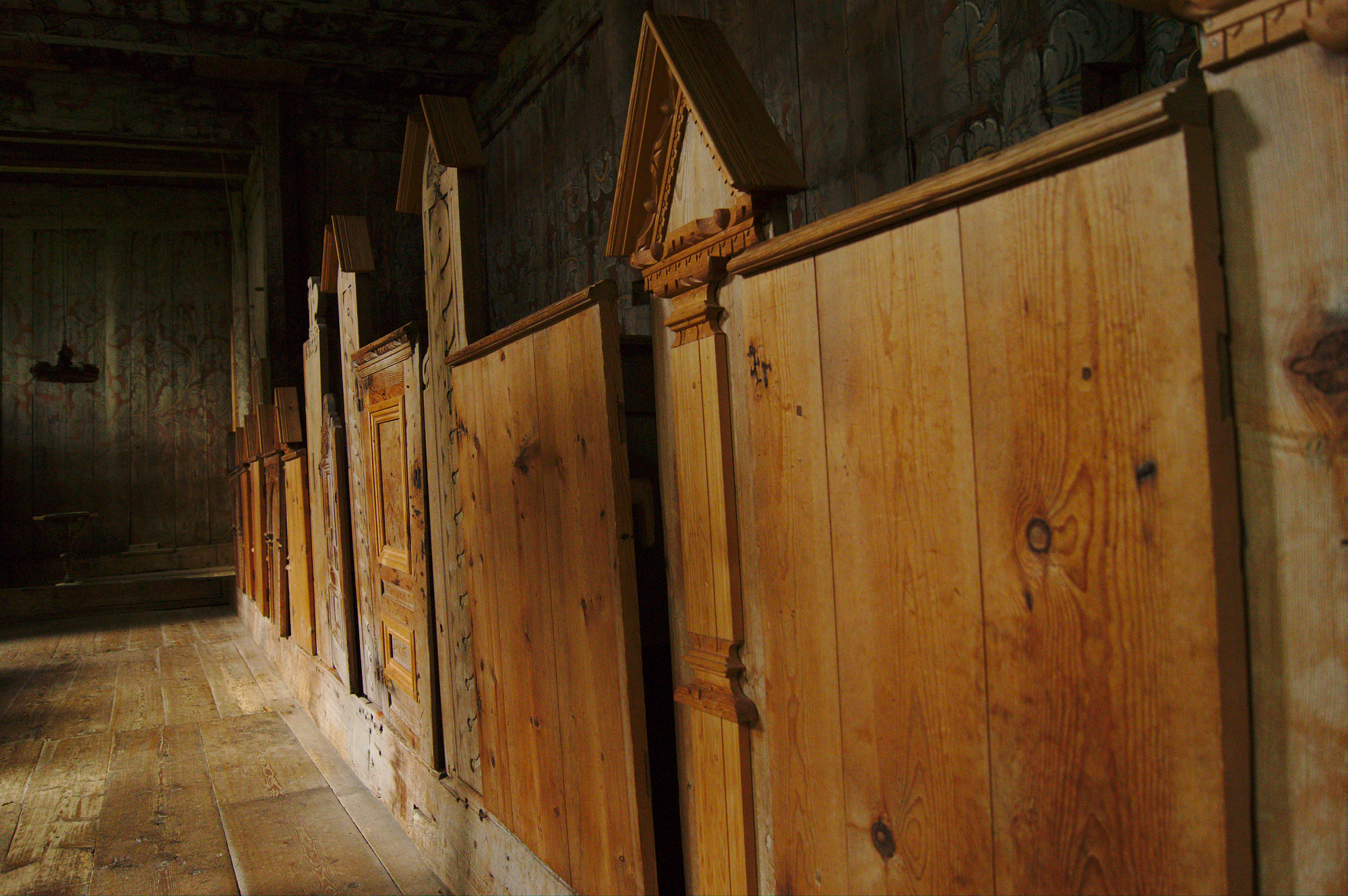
Kyrkbänkar
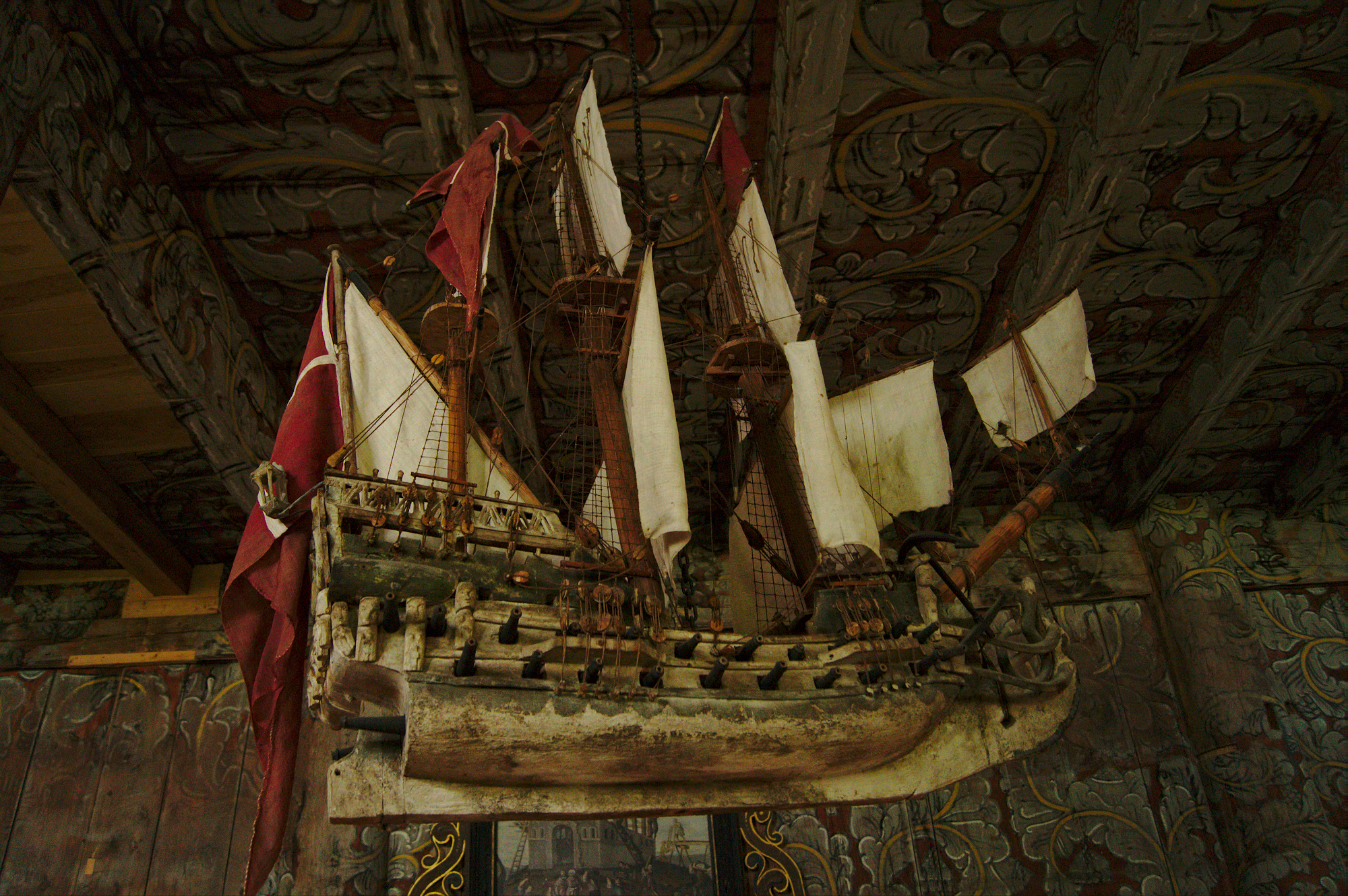
Votivskepp

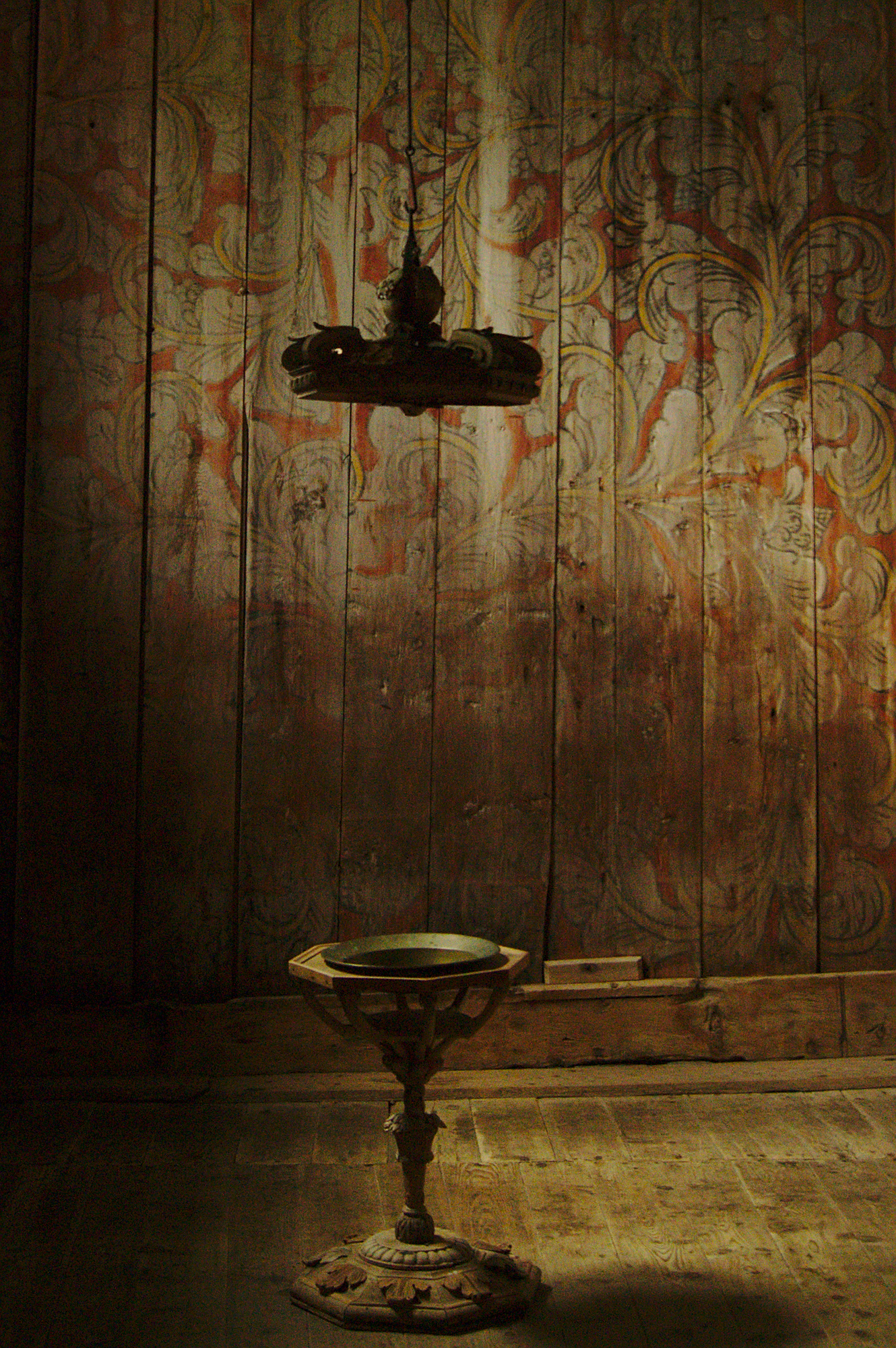
Dopkor och dopfunt
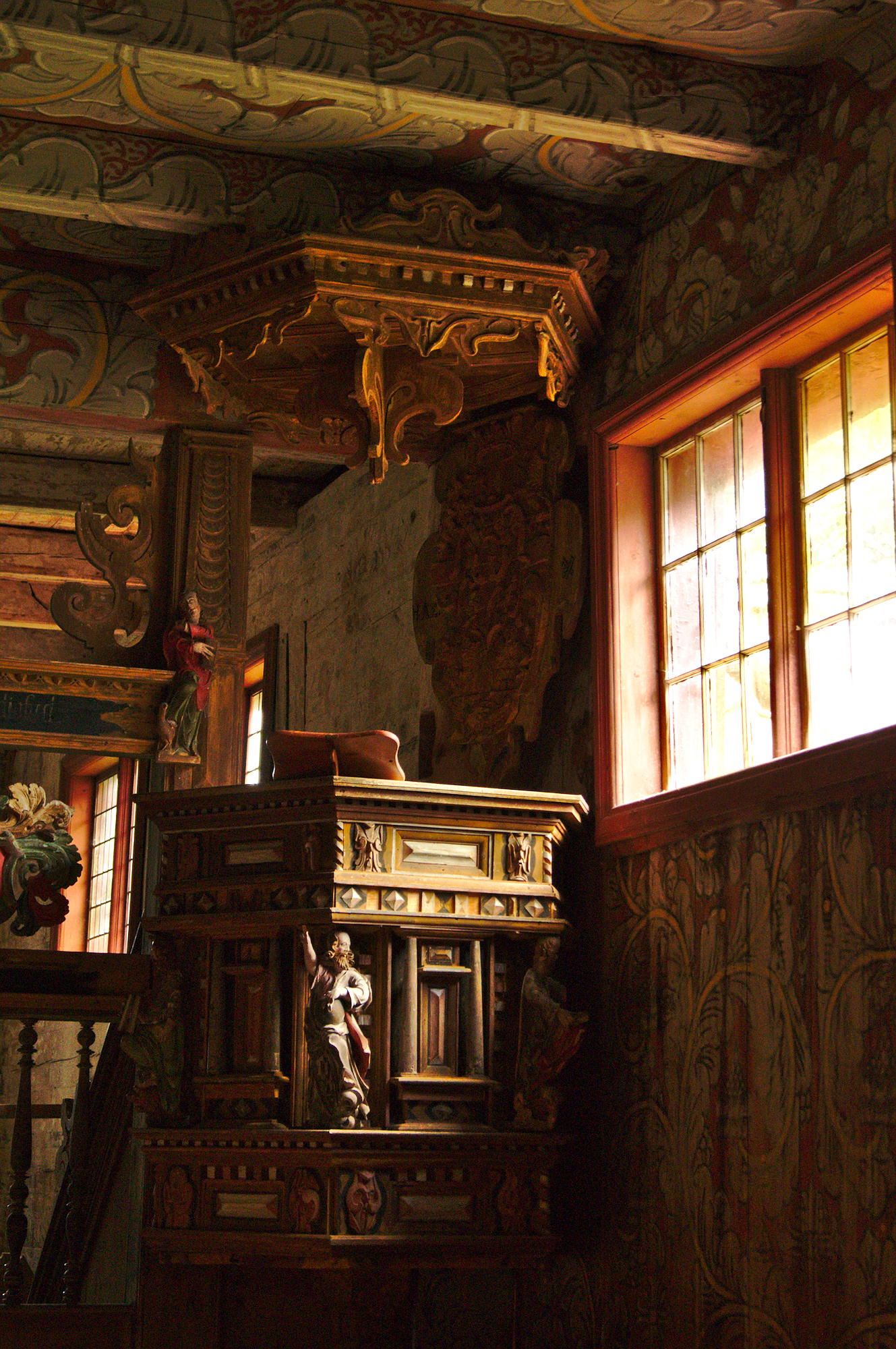
Predikstol